# モーゼス・フリート・ウォーカー
モーゼス・フリートウッド・ウォーカー（Moses Fleetwood "Fleet" Walker, 1856年10月7日 - 1924年5月11日）は、アメリカ合衆国オハイオ州マウントプレザント出身のプロ野球選手（捕手）。右投右打。
弟のウェルデイ・ウォーカーとともに、メジャーリーグで最初にプレイしたアフリカ系アメリカ人とされている。

## 経歴

### 球歴
マウントプレザント初の黒人医師モーゼス・W・ウォーカーと白人の母の息子として生まれる。1878年にオーバリン大学に入学し、1881年には学内の野球チームでプレイしていた。1882年にミシガン大学に転学し、そこでも大学の野球チームに在籍していた。
1883年に当時マイナーのノースウェスタン・リーグに参加していたトレド・ブルーストッキングスと契約し、チームの捕手を務めるようになった。同年8月10日、トレドは当時キャップ・アンソンが率いていたシカゴ・ホワイトストッキングス（現カブス）とのエキシビション・ゲームの開催を行おうとしたのだが、その際ウォーカーが出場するトレドとの試合をアンソンが拒否しようとする出来事が起きている。ブルーストッキングスは1884年にアメリカン・アソシエーションに加盟、ウォーカーはこの年の5月1日の試合に出場、アフリカ系アメリカ人として初めてメジャーリーグに出場した選手となった。
トレドの主力投手だったトニー・マレーンはウォーカーの能力を高く評価していたものの、「黒人は嫌いだから、彼のサインは見ずに好きな球を投げていた」と語っている。ウォーカーはこの年捕手として41試合に出場するが、シーズン中に鎖骨を折る怪我をしてしまい、それ以降残りの試合に出場できなかった。またこの年リーグ最多となる72の捕逸（パスボール）を記録している。
所属していたブルーストッキングスが破綻した後、ウォーカーは翌1885年以降クリーブランドやウォーターバリーなどのマイナーの球団で野球をしていた。1887年にインターナショナルリーグでジョージ・ストーヴィーと組んだバッテリーは、アメリカのプロ野球史上最初の「アフリカ系アメリカ人同士のバッテリー」としても知られている。ただ当時はメジャーリーグやマイナーリーグで徐々に「カラーライン」が作られ、アフリカ系アメリカ人の参加を制限するマイナーリーグも増えていった。ウォーカーはそれに追われるように1889年までマイナー球団を転々としながら野球選手として活動していた。最後に所属していたシラキュース・スターズは1890年にメジャーリーグに加盟するが、それはウォーカーがチームを離れた後だった。

### 引退後
野球選手を引退した後の1891年4月、ウォーカーはシラキュースで白人の暴漢グループに襲われ、反撃した際グループの一人にナイフで致命傷を負わせてしまう。逮捕されたウォーカーは正当防衛を主張、6月3日の評決で無罪となったが、評決の日に裁判所は人でごったがえし、無罪の決定に歓喜の声を上げるものも多かったそうである。その後ウォーカーは1908年にOur Home Colony: A Treatise on the Past, Present, and Future of the Negro Race in Americaという題の冊子を出版する。アメリカの黒人にアフリカへの移住を勧める内容であったという。1924年にオハイオ州クリーブランドで死去し、同州ステューベンヴィルのユニオン墓地に埋葬された。

## 詳細情報

### 年度別打撃成績
| 年 度     | チ 丨 ム  | 試 合 | 打 数 | 得 点 | 安 打 | 二 塁 打 | 三 塁 打 | 本 塁 打 | 打 点 | 盗 塁 | 盗 塁 死 | 四 球 | 三 振 | 打 率 | 出 塁 率 | 長 打 率 | 塁 打 | 犠 打 | 犠 飛 | 敬 遠 | 死 球 | 併 殺 打 | O P S |
| --------- | --------- | ----- | ----- | ----- | ----- | -------- | -------- | -------- | ----- | ----- | -------- | ----- | ----- | ----- | -------- | -------- | ----- | ----- | ----- | ----- | ----- | -------- | ----- |
| 1884      | TOL       | 42    | 152   | 23    | 40    | 2        | 3        | 0        | 0     | 0     | -        | 8     | -     | .263  | .325     | .316     | 48    | -     | -     | -     | 6     | 0        | .641  |
| 通算：1年 | 通算：1年 | 42    | 152   | 23    | 40    | 2        | 3        | 0        | 0     | 0     | -        | 8     | -     | .263  | .325     | .316     | 48    | -     | -     | -     | 6     | 0        | .641  |